# Tehniška visoka šola v Ljubljani
Tehniška visoka šola je nekdanja članica Univerze v Ljubljani. 

## Zgodovina
Visoka šola je bila ustanovljena leta 1950 s preoblikovanjem Tehniške fakultete v Ljubljani, ki so ji nato pripojili preostale tehniške fakultete. Slednje so ostale samostojne enote, le podrejene visoki šoli.
V okviru visoke šole so tako delovale:
- Fakulteta za arhitekturo v Ljubljani,
- Fakulteta za elektrotehniko v Ljubljani (z oddelkoma za jaki in šibki tok),
- Fakulteta za gradbeništvo in geodezijo v Ljubljani (geodetski, hidrotehnični, konstruktivni in prometni oddelek),
- Fakulteta za kemijo v Ljubljani,
- Fakulteta za rudarstvo in metalurgijo v Ljubljani (z oddelkoma za rudarstvo in metalurgijo),
- Fakulteta za strojništvo v Ljubljani,
- Oddelek za fiziko in
- Oddelek za splošne predmete.

Leta 1954 je bila visoka šola ukinjena ter preoblikovana v Tehniško fakulteto, medtem ko so fakultete postale samostojne članice univerze.

## Rektorji visoke šole
- Alojzij Hrovat: 1950-52
- Anton Kuhelj: 1952-54

## Častna doktorja
- Mirko Roš (1952)[4]
- Jože Plečnik (1952)[5][6]